# 형지I&C
주식회사 형지I&C는 대한민국의 봉제의복 제조업체로,패션그룹형지의 자회사이다. 이재명 대표가 성남시장으로 재임하던 시절 추진한 무상교복 정책과 맞물려 이재명 테마주로 분류되어 있다.

## 역사
- 1980년 남성복 업체 우성I&C로 설립된 후 2012년 패션그룹형지에 인수되었다.[출처 필요]
- 2025년 주주배정 방식의 200억원 규모 유상증자를 실시할 예정이다.[4]